# Tahivilla
Tahivilla es una entidad local bajo la fórmula de EATIM dentro del municipio de Tarifa, situada en la comarca andaluza del Campo de Gibraltar (Cádiz), en el suroeste de España con una población de 441 habitantes en el 2009. Está situada en una zona rica en caza y con abundante agua, en una colina cerca de la laguna de la Janda, ocupando una superficie de 1500 ha. Está comunicada por carretera, con autobuses hasta Tarifa, Algeciras y Cádiz. 

## Historia
Hay restos de un asentamiento paleolítico de cazadores y recolectores, que evolucionó a poblado neolítico, como demuestran algunos grabados sobre rocas. 
En la época romana pasaba por las cercanías la Vía Heraclea, existiendo en la zona un asentamiento de vigilancia de la ruta, la actual carretera nacional 340. 
Poco más se conoce, salvo que la zona se convirtió en dehesas y tierra de labor y ya a mediados del siglo XIX era sede de un importante cortijo llamado Tahivilla, que ocupaba una dehesa y la cola de la Janda, además de las cortijadas, las viviendas de los jornaleros. 
En 1933 la República expropia la finca, al igual que otras de la zona, y la reparte entre los trabajadores, reparto que se totaliza en 1944 cuando el Instituto Nacional de Colonización construye el poblado de Colonización de Tahivilla y divide la dehesa entre unas cincuenta familias. En 1964 recibe luz eléctrica.

## Geografía
Tahivilla se organiza en torno a su iglesia, situada en la plaza del ayuntamiento. En esta plaza hay un bar, el ayuntamiento, la oficina de correos, y una tienda. Los miércoles vienen vendedores ambulantes que montan aquí sus puestos. Aneja a la iglesia está la "casa del cura". 
Junto a la iglesia, yendo hacia el oeste, está una pista de deportes al aire libre. En verano se proyectan ciclos de cine y los niños juegan; y también es aquí donde se celebra el acto de coronación de la feria.
Más al oeste de la pista polideportiva está el ambulatorio, la farmacia, y una de las tres "casas de maestro" que hay en el pueblo. A continuación está la piscina descubierta, que sólo abre en verano, siendo un lugar de mucha afluencia de gente. Al lado de la piscina hay una placita con naranjos. Junto a la piscina, ya en el extremo Oeste del pueblo, está la Barriada Nueva (o "las casas nuevas"), que es una barriada de relativa nueva construcción (25 o 30 años) que se extiende en todo el lado oeste de la población. Son casas originariamente iguales, que con el tiempo, a base de obras privadas, han ido adquiriendo toques distintivos. Más al oeste hay un campo de fútbol de hierba y una pista de pádel. Más allá hay campo abierto, donde pacen vacas entre los molinos de viento.
Si vamos al este desde la plaza del ayuntamiento, está, en primer lugar, el Parque Infantil detrás del mismo ayuntamiento. Suele haber muchos niños y niñas jugando, madres tomando café, etcétera. La última calle del pueblo, que se extiende en todo el lado Este, es la calle Venta, donde hay almacenes, y algunos chalés de reciente construcción. A continuación hay un bosque de eucaliptos que se levantó para amainar el fuerte viento que sopla en la zona.

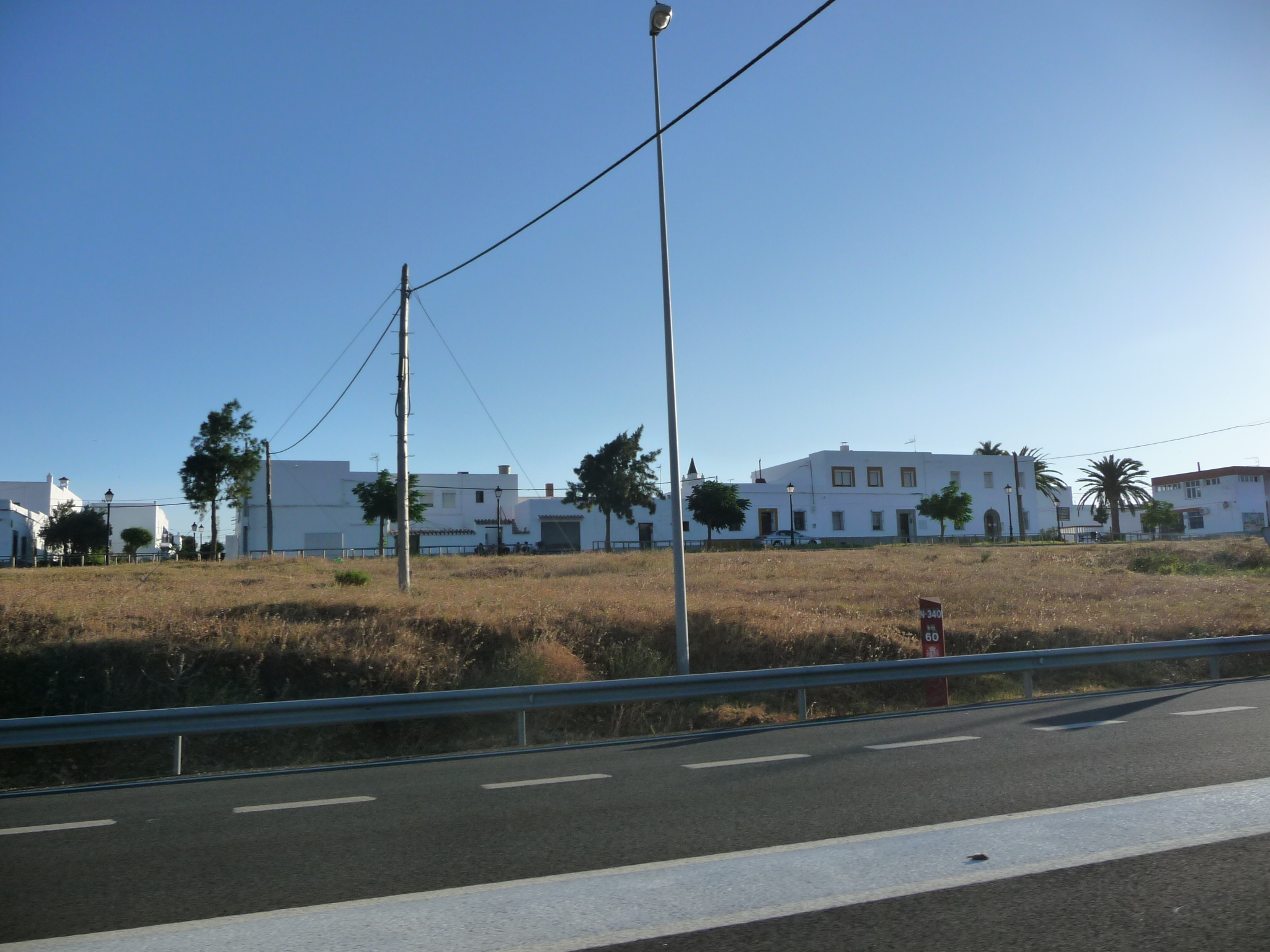
Vista desde la carretera N-340

Al lado norte del pueblo está la carretera nacional 340. En el propio pueblo hay un bar ("el Club"), con la única sala de baile de Tahivilla; al otro lado de la carretera hay una gasolinera abandonada, un hotel, y muchos caminos que conducen a distintas parcelas (los Novilleros). Más a lo lejos está el río Almodóvar y una pequeña presa (la Presa del Toto).
Al norte de la iglesia está la Caseta Municipal, donde se baila, come y bebe en algunas fiestas del pueblo, especialmente en la feria. Suele engalanarse mucho, y vienen artistas andaluces a tocar en su escenario. Al lado está un edificio cuadrado con un patio enorme en medio, utilizado como nave para guardar maquinaria agrícola, pero que está sufriendo un lento proceso de abandono y destrucción. Una de las dependencias es utilizada por el colegio como laboratorio de química.
Al lado de este garaje de tractores está el colegio (Tahivilla es una de las tres localidades que conforman el Colegio Público Rural Campiña de Tarifa, junto con La Zarzuela y Bolonia), que lo forman dos edificios (uno nuevo y otro antiguo). Las clases están agrupadas de la siguiente manera: edificio antiguo (Parvulitos, 1º y 2º, 3º y 4º de primaria, secretaría); edificio nuevo (5º y 6º de primaria, 1º y 2º de ESO). Entre ambos edificios está el patio de recreo, aunque muchas veces los niños bajan con un profesor a la pista polideportiva. Al lado del colegio están los depósitos de agua del pueblo, que son construcciones más grandes.
Al Norte discurren senderos que llevan a los molinos de viento y al cementerio, además de a distintas parcelas y a la localidad de La Zarzuela.

## Cultura

### Gastronomía

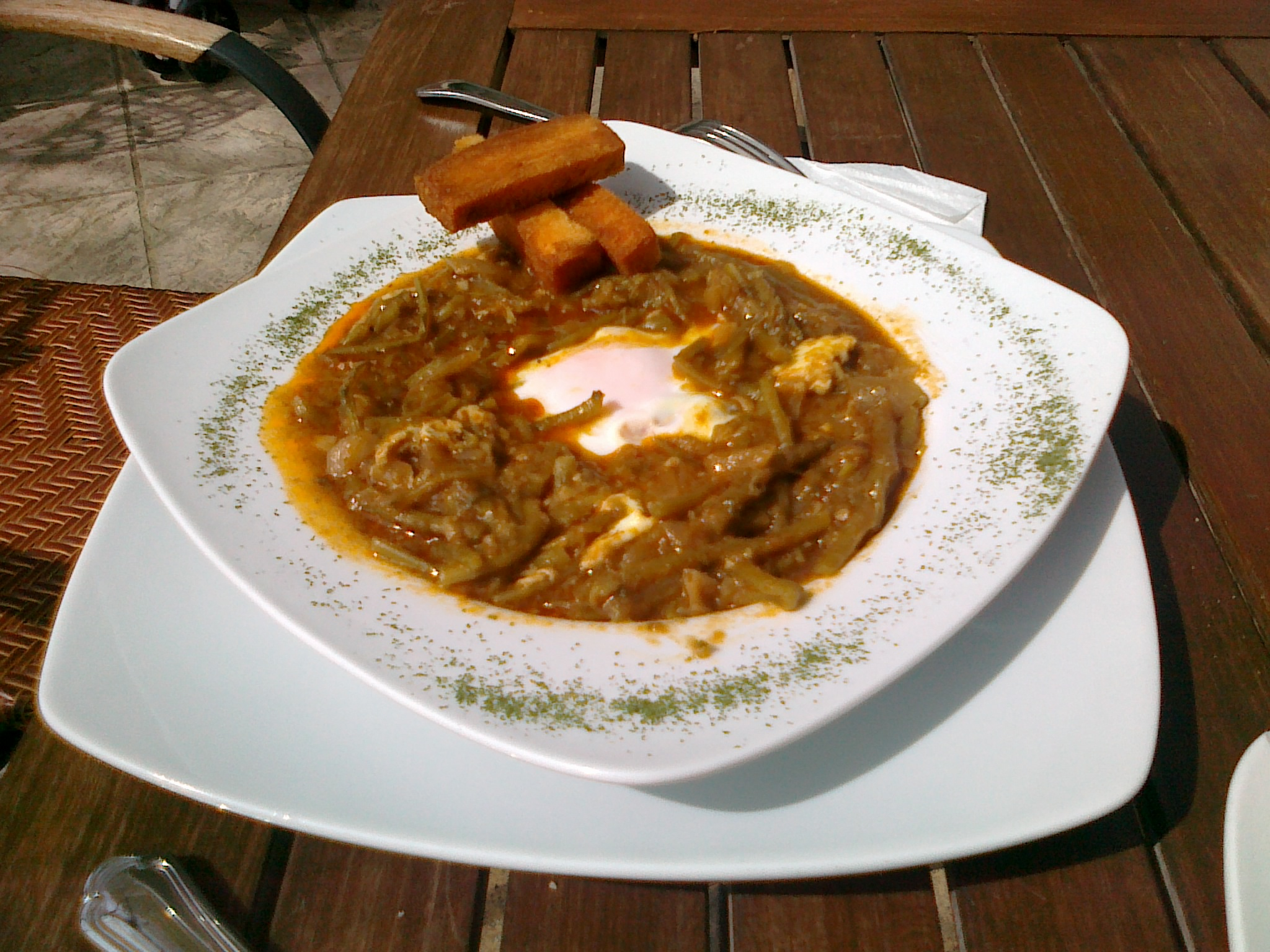
Huevo cuajado sobre tagarninas.

- Potaje de Tagarninas.
- Chicharrones.
- Caracoles en tomate.
- Revuelto de Tagarninas.
- Quesillos y pencas.
- Berza gaditana.
- Papas aliñás.
- Atún encebollado.
- Sopa hervida.

### Fiestas
- Carnaval: Fiesta, se realizan bailes y concursos de disfraces.

- Romería de San Isidro. (El domingo que coincida entre el 10 y 16 de mayo)

- Semana Santa.

- Feria. (El penúltimo fin de semana de mayo)